# Super Bowl 50
Der Super Bowl 50 war der 50. Super Bowl der National Football League (NFL) sowie die 46. Auflage des Endspiels um die Meisterschaft zwischen der National Football Conference (NFC) und der American Football Conference (AFC). Die NFL wich aus optischen Gründen von der sonst üblichen Nummerierung mit römischen Zahlen ab.
Das Spiel zwischen dem NFC-Champion Carolina Panthers und dem AFC-Champion Denver Broncos wurde am 7. Februar 2016 um 15:30 Uhr Ortszeit (8. Februar, 0:30 Uhr MEZ) im Levi’s Stadium in Santa Clara ausgetragen, das seit der NFL-Saison 2014 die neue Heimspielstätte der San Francisco 49ers ist. Die Denver Broncos gewannen das Spiel mit 24:10. Linebacker Von Miller wurde zum Super Bowl MVP gewählt.

## Der Weg zum Super Bowl

### Carolina Panthers
Die Panthers erreichten mit der besten Regular Season ihrer Vereinsgeschichte (15–1) Position 1 in der NFC-Setzliste. Das Team von Head Coach Ron Rivera überzeugte durch seine Ausgeglichenheit, denn sowohl in der Offense (der zum Most Valuable Player gewählte Quarterback Cam Newton, Runningbacks Jonathan Stewart und Mike Tolbert, Tight End Greg Olsen, Offensive Linemen Ryan Kalil sowie Trai Turner) als auch in der Defense (Linebacker Luke Kuechly und Thomas Davis, Defensive Lineman Kawann Short, Cornerback Josh Norman) verfügte das Team über zahlreiche Pro-Bowl-Spieler, insgesamt zehn. Die Panthers erzielten den Liga-Bestwert von 500 Punkten und trotzten hierbei der Verletzung ihres besten Wide Receivers Kelvin Benjamin, dem in der Preseason das Kreuzband riss. In den Play-offs zogen sie nach Siegen über die Seattle Seahawks (31:24) und die Arizona Cardinals (49:15) in den Super Bowl 50 ein. Für Carolina war es die zweite Teilnahme am Super Bowl, der Super Bowl XXXVIII ging gegen die New England Patriots verloren.

### Denver Broncos
Die Broncos beendeten die Regular Season mit einer Bilanz von 12–4 und holten Platz 1 der AFC-Setzliste. Das Team von Coach Gary Kubiak wartete mit einer starken Defense auf, die dem Gegner pro Down durchschnittlich nur 4,4 Yards und pro Spiel im Schnitt 283,1 Yards Raumgewinn erlaubte (beides NFL-weit Platz 1) und sowohl bei den Linebackern (Von Miller, DeMarcus Ware) als auch bei den Defensive Backs (Cornerback Chris Harris und Aqib Talib sowie Safety T. J. Ward) über zahlreiche Pro-Bowl-Spieler verfügte. Als Schwachpunkt galt die mäßige Offense (355 Punkte, NFL-weit Platz 19), in der sich die Quarterbacks Peyton Manning und Brock Osweiler den Liga-Höchstwert von 23 Interceptions leisteten. Denver gewann die AFC nach Siegen über die Pittsburgh Steelers (23:16) und den New England Patriots (20:18). Für die Broncos war es die achte Super-Bowl-Teilnahme, und die erste seit dem Super Bowl XLVIII (8:43-Niederlage gegen die Seattle Seahawks).

### Reguläre Saison
| Play-off-Setzliste |                                      |                                     |
| Pos.               | AFC                                  | NFC                                 |
| 1                  | Denver Broncos (West-Gewinner)       | Carolina Panthers (South-Gewinner)  |
| 2                  | New England Patriots (East-Gewinner) | Arizona Cardinals (West-Gewinner)   |
| 3                  | Cincinnati Bengals (North-Gewinner)  | Minnesota Vikings (North-Gewinner)  |
| 4                  | Houston Texans (South-Gewinner)      | Washington Redskins (East-Gewinner) |
| 5                  | Kansas City Chiefs                   | Green Bay Packers                   |
| 6                  | Pittsburgh Steelers                  | Seattle Seahawks                    |

### Play-offs
Die Play-offs begannen am 9. Januar 2016 und endeten am 7. Februar 2016. 
|  | Wild Card Round                      | Wild Card Round                | Wild Card Round                |                                            |             | Divisional Round                                 | Divisional Round                                 | Divisional Round                                 |                                                  |  | Conference Championships | Conference Championships | Conference Championships |  |  | Super Bowl | Super Bowl | Super Bowl |
|  |                                      |                                |                                |                                            |             |                                                  |                                                  |                                                  |                                                  |  |                          |                          |                          |  |  |            |            |            |
|  | 9. Januar – Paul Brown Stadium       | 9. Januar – Paul Brown Stadium | 9. Januar – Paul Brown Stadium |                                            |             | 17. Januar – Sports Authority Field at Mile High | 17. Januar – Sports Authority Field at Mile High | 17. Januar – Sports Authority Field at Mile High |                                                  |  |                          |                          |                          |  |  |            |            |            |
|  | 9. Januar – Paul Brown Stadium       | 9. Januar – Paul Brown Stadium | 9. Januar – Paul Brown Stadium | 1                                          | Denver      | 23                                               |                                                  |                                                  |                                                  |  |                          |                          |                          |  |  |            |            |            |
|  | 3                                    | Cincinnati                     | 16                             | 1                                          | Denver      | 23                                               | 24. Januar – Sports Authority Field at Mile High | 24. Januar – Sports Authority Field at Mile High | 24. Januar – Sports Authority Field at Mile High |  |                          |                          |                          |  |  |            |            |            |
|  | 3                                    | Cincinnati                     | 16                             | 6                                          | Pittsburgh  | 16                                               | 24. Januar – Sports Authority Field at Mile High | 24. Januar – Sports Authority Field at Mile High | 24. Januar – Sports Authority Field at Mile High |  |                          |                          |                          |  |  |            |            |            |
|  | 6                                    | Pittsburgh                     | 18                             | 6                                          | Pittsburgh  | 16                                               | 24. Januar – Sports Authority Field at Mile High | 24. Januar – Sports Authority Field at Mile High | 24. Januar – Sports Authority Field at Mile High |  |                          |                          |                          |  |  |            |            |            |
|  | 6                                    | Pittsburgh                     | 18                             | 16. Januar – Gillette Stadium              |             |                                                  | 24. Januar – Sports Authority Field at Mile High | 24. Januar – Sports Authority Field at Mile High | 24. Januar – Sports Authority Field at Mile High |  |                          |                          |                          |  |  |            |            |            |
|  |                                      |                                |                                | 1                                          | Denver      | 20                                               |                                                  |                                                  |                                                  |  |                          |                          |                          |  |  |            |            |            |
|  | AFC                                  |                                |                                | 1                                          | Denver      | 20                                               |                                                  |                                                  |                                                  |  |                          |                          |                          |  |  |            |            |            |
|  |                                      | 2                              | New England                    | 18                                         |             |                                                  |                                                  |                                                  |                                                  |  |                          |                          |                          |  |  |            |            |            |
|  | 9. Januar – NRG Stadium              | 2                              | New England                    | 18                                         |             |                                                  |                                                  |                                                  |                                                  |  |                          |                          |                          |  |  |            |            |            |
|  | AFC Championship                     |                                |                                |                                            |             |                                                  |                                                  |                                                  |                                                  |  |                          |                          |                          |  |  |            |            |            |
|  | 2                                    | New England                    | 27                             |                                            |             |                                                  |                                                  |                                                  |                                                  |  |                          |                          |                          |  |  |            |            |            |
|  | 2                                    | New England                    | 27                             | 4                                          | Houston     | 0                                                | 7. Februar – Levi’s Stadium                      | 7. Februar – Levi’s Stadium                      | 7. Februar – Levi’s Stadium                      |  |                          |                          |                          |  |  |            |            |            |
|  | 5                                    | Kansas City                    | 20                             | 4                                          | Houston     | 0                                                | 7. Februar – Levi’s Stadium                      | 7. Februar – Levi’s Stadium                      | 7. Februar – Levi’s Stadium                      |  |                          |                          |                          |  |  |            |            |            |
|  | 5                                    | Kansas City                    | 20                             | 5                                          | Kansas City | 30                                               | 7. Februar – Levi’s Stadium                      | 7. Februar – Levi’s Stadium                      | 7. Februar – Levi’s Stadium                      |  |                          |                          |                          |  |  |            |            |            |
|  | 17. Januar – Bank of America Stadium |                                |                                | 5                                          | Kansas City | 30                                               | 7. Februar – Levi’s Stadium                      | 7. Februar – Levi’s Stadium                      | 7. Februar – Levi’s Stadium                      |  |                          |                          |                          |  |  |            |            |            |
|  | 10. Januar – TCF Bank Stadium        | 10. Januar – TCF Bank Stadium  | 10. Januar – TCF Bank Stadium  | A1                                         | Denver      | 24                                               |                                                  |                                                  |                                                  |  |                          |                          |                          |  |  |            |            |            |
|  | 10. Januar – TCF Bank Stadium        | 10. Januar – TCF Bank Stadium  | 10. Januar – TCF Bank Stadium  | A1                                         | Denver      | 24                                               |                                                  |                                                  |                                                  |  |                          |                          |                          |  |  |            |            |            |
|  | 10. Januar – TCF Bank Stadium        | 10. Januar – TCF Bank Stadium  | 10. Januar – TCF Bank Stadium  |                                            | N1          | Carolina                                         | 10                                               |                                                  |                                                  |  |                          |                          |                          |  |  |            |            |            |
|  | 10. Januar – TCF Bank Stadium        | 10. Januar – TCF Bank Stadium  | 10. Januar – TCF Bank Stadium  |                                            | N1          | Carolina                                         | 10                                               |                                                  |                                                  |  |                          |                          |                          |  |  |            |            |            |
|  | 10. Januar – TCF Bank Stadium        | 10. Januar – TCF Bank Stadium  | 10. Januar – TCF Bank Stadium  | Super Bowl 50                              |             |                                                  |                                                  |                                                  |                                                  |  |                          |                          |                          |  |  |            |            |            |
|  | 10. Januar – TCF Bank Stadium        | 10. Januar – TCF Bank Stadium  | 10. Januar – TCF Bank Stadium  | 1                                          | Carolina    | 31                                               |                                                  |                                                  |                                                  |  |                          |                          |                          |  |  |            |            |            |
|  | 3                                    | Minnesota                      | 9                              | 1                                          | Carolina    | 31                                               | 24. Januar – Bank of America Stadium             | 24. Januar – Bank of America Stadium             | 24. Januar – Bank of America Stadium             |  |                          |                          |                          |  |  |            |            |            |
|  | 3                                    | Minnesota                      | 9                              | 6                                          | Seattle     | 24                                               | 24. Januar – Bank of America Stadium             | 24. Januar – Bank of America Stadium             | 24. Januar – Bank of America Stadium             |  |                          |                          |                          |  |  |            |            |            |
|  | 6                                    | Seattle                        | 10                             | 6                                          | Seattle     | 24                                               | 24. Januar – Bank of America Stadium             | 24. Januar – Bank of America Stadium             | 24. Januar – Bank of America Stadium             |  |                          |                          |                          |  |  |            |            |            |
|  | 6                                    | Seattle                        | 10                             | 16. Januar – University of Phoenix Stadium |             |                                                  | 24. Januar – Bank of America Stadium             | 24. Januar – Bank of America Stadium             | 24. Januar – Bank of America Stadium             |  |                          |                          |                          |  |  |            |            |            |
|  |                                      |                                |                                | 1                                          | Carolina    | 49                                               |                                                  |                                                  |                                                  |  |                          |                          |                          |  |  |            |            |            |
|  | NFC                                  |                                |                                | 1                                          | Carolina    | 49                                               |                                                  |                                                  |                                                  |  |                          |                          |                          |  |  |            |            |            |
|  |                                      | 2                              | Arizona                        | 15                                         |             |                                                  |                                                  |                                                  |                                                  |  |                          |                          |                          |  |  |            |            |            |
|  | 10. Januar – FedEx Field             | 2                              | Arizona                        | 15                                         |             |                                                  |                                                  |                                                  |                                                  |  |                          |                          |                          |  |  |            |            |            |
|  | NFC Championship                     |                                |                                |                                            |             |                                                  |                                                  |                                                  |                                                  |  |                          |                          |                          |  |  |            |            |            |
|  | 2                                    | Arizona                        | 26 1                           |                                            |             |                                                  |                                                  |                                                  |                                                  |  |                          |                          |                          |  |  |            |            |            |
|  | 2                                    | Arizona                        | 26 1                           | 4                                          | Washington  | 18                                               |                                                  |                                                  |                                                  |  |                          |                          |                          |  |  |            |            |            |
|  | 5                                    | Green Bay                      | 20                             | 4                                          | Washington  | 18                                               |                                                  |                                                  |                                                  |  |                          |                          |                          |  |  |            |            |            |
|  | 5                                    | Green Bay                      | 20                             | 5                                          | Green Bay   | 35                                               |                                                  |                                                  |                                                  |  |                          |                          |                          |  |  |            |            |            |
|  |                                      |                                |                                | 5                                          | Green Bay   | 35                                               |                                                  |                                                  |                                                  |  |                          |                          |                          |  |  |            |            |            |

## Spielbericht

### 1. Halbzeit
Broncos-Quarterback Peyton Manning führte sein Team früh an die Endzone der Panthers, worauf Kicker Brandon McManus die ersten Punkte des Spiels, durch ein 34-Yard-Field Goal zum 3:0 für Denver erzielen konnte. Im weiteren Spielverlauf musste jedes Team einmal punten, ehe Cam Newton einen 24-Yard-Pass zu Jerricho Cotchery vollendete. Die Schiedsrichter entschieden jedoch auf einen „incomplete Pass“. Ein paar Spielzüge später gelang Broncos-Linebacker Von Miller ein Sack gegen Panthers-Quarterback Cam Newton, wobei Newton den Football fumblete und Broncos-Lineman Malik Jackson den Football aufnahm und in der Endzone der Panthers für den ersten Touchdown sorgte (Point after Touchdown McManus, DEN 10:0 CAR). Im zweiten Viertel schlug Carolina mit einer langen Angriffsserie (9 Spielzüge, 73 Yards) zurück, die Runningback Jonathan Stewart mit einem 1-Yard-Lauf in die Broncos-Endzone abschloss (PAT Graham Gano, DEN 10: CAR 7). Mitte des zweiten Viertels gelang Punt Returner Jordan Norwood ein 61-Yards-Return, der längste Punt Return der Super-Bowl-Historie, bis an die 14-Yards-Linie der Carolina Panthers. Die Broncos konnten jedoch keinen Touchdown erzielen, so entschied man sich für einen Fieldgoal-Versuch. McManus verwandelte aus 33 Yards (DEN 13:7 CAR). Der nächste Drive der Panthers wurde durch einen Fumble von Fullback Mike Tolbert beendet, doch direkt im Anschluss interceptete Panthers-Lineman Kony Ealy, einen Pass von Manning. Da aber die darauffolgende Angriffsserie misslang, tauschten beide Teams Punts aus, bis Carolina 11 Sekunden vor Schluss etwa an der Mittellinie stand. Im nächsten Spielzug wurde Newton von Broncos-Linebacker DeMarcus Ware gesackt. Da die Zeit ablief, ehe die Panthers einen neuen Spielzug beginnen konnten, beendete dies die erste Halbzeit.

### 2. Halbzeit
Kurz nach Wiederbeginn versuchte Panthers-Kicker Gano ein 44-Yards-Field-Goal, traf aber nur den rechten Pfosten. Broncos-Kicker McManus hingegen war aus 30 Yards erfolgreich (DEN 16: CAR 7). Newton führte sein Team an die gegnerische Endzone, ein Pass auf Ted Ginn junior wurde aber von Broncos-Safety T. J. Ward interceptet. Die Panthers eroberten den Ball bald zurück, als Ealy den Ball aus der Hand von Broncos-Quarterback Manning schlug und ihn sicherte. Dies führte zu einem 39-Yards-Field-Goal von Gano (DEN 16: CAR 10). Die nächsten drei Angriffsserien endeten jeweils mit einem Punt. Vier Minuten vor Schluss erzwang Miller einen zweiten Fumble von Newton, so dass Ward den freien Ball an der 4-Yards-Linie der Panthers eroberte. Wenig später lief Broncos-Runningback C. J. Anderson über zwei Yards mit dem Football in die Endzone (Two-Point Conversion Manning auf Bennie Fowler, DEN 24: CAR 10). Die Carolina Panthers kamen noch zu zwei Angriffsserien, verpassten es jedoch beide Male einen neuen ersten Versuch zu erreichen.

### Punkteübersicht
- 1st Quarter
  - DEN - Brandon McManus 34-Yard FG, 10:43. Broncos 3:0. Drive: 10 Spielzüge, 64 Yards, 4:17 Minuten.
  - DEN - Malik Jackson 0-Yards TD nach aufgenommenem Fumble (Kick Brandon McManus), 6:27. Broncos 10:0.
- 2nd Quarter
  - CAR - Jonathan Stewart 1-Yard TD-Lauf (Kick Graham Gano), 11:25. Broncos 10:7. Drive: 9 Spielzüge, 73 Yards, 4:50 Minuten.
  - DEN - Brandon McManus 33-Yard FG, 6:58. Broncos 13:7. Drive: 4 Spielzüge, - 1 Yard, 2:13 Minuten.
- 3rd Quarter
  - DEN - Brandon McManus 30-Yard FG, 8:18. Broncos 16:7. Drive: 7 Spielzüge, 54 Yards, 2:30 Minuten.
- 4th Quarter
  - CAR - Graham Gano 39-Yard FG, 10:21. Broncos 16:10. Drive: 6 Spielzüge, 29 Yards, 2:56 Minuten.
  - DEN - C. J. Anderson 2-Yard TD-Lauf (Two-Point Conversion Bennie Fowler, Pass: Peyton Manning), 3:08. Broncos 24:10. Drive: 3 Spielzüge, 4 Yards, 0:56 Minuten.

## Startaufstellung
| Denver             | Position | Carolina         |
| ------------------ | -------- | ---------------- |
| Offense            |          |                  |
| Demaryius Thomas   | WR/T     | Daryl Williams   |
| Ryan Harris        | LT       | Michael Oher     |
| Evan Mathis        | LG       | Andrew Norwell   |
| Matt Paradis       | C        | Ryan Kalil       |
| Louis Vasquez      | RG       | Trai Turner      |
| Michael Schofield  | RT       | Mike Remmers     |
| Owen Daniels       | TE       | Greg Olsen       |
| Emmanuel Sanders   | WR       | Devin Funchess   |
| Vernon Davis       | TE       | Ed Dickson       |
| C. J. Anderson     | RB       | Jonathan Stewart |
| Peyton Manning!    | QB       | Cam Newton       |
| Defense            |          |                  |
| Derek Wolfe        | DE/LDE   | Charles Johnson  |
| Sylvester Williams | NT/LDT   | Star Lotulelei   |
| Malik Jackson      | DE/RDT   | Kawann Short     |
| Von Miller         | SLB/RDE  | Jared Allen!     |
| DeMarcus Ware!     | WLB/SLB  | Shaq Thompson    |
| Brandon Marshall   | ILB/MLB  | Luke Kuechly     |
| Danny Trevathan    | ILB/WLB  | Thomas Davis     |
| Aqib Talib         | LCB      | Robert McClain   |
| Chris Harris, Jr.  | RCB      | Josh Norman      |
| T. J. Ward         | SS       | Roman Harper     |
| Darian Stewart     | FS       | Kurt Coleman     |

Legende:
| ! | = spätere Hall of Famer |

## Auszeichnungen und Rekorde
Zum Super Bowl MVP wurde Broncos-Linebacker Von Miller gewählt. Seine starke Defensivleistung trug dazu bei, dass Denver sieben Quarterback Sacks erzielte, womit sie einen Super-Bowl-Rekord egalisierten. Denver gewann mit lediglich 194 Yards Raumgewinn und nur 11 ersten Downs, womit sie zwei Negativrekorde für siegreiche Super-Bowl-Teams aufstellten.
Broncos-Quarterback Peyton Manning wurde der erste Starting-Quarterback, der für zwei verschiedene Teams den Super Bowl gewann (Super Bowl XLI mit den Indianapolis Colts) und wurde der älteste siegreiche startende Quarterback. Zudem schaffte es Manning mit dem Super-Bowl-Sieg sein 200. Spiel als Starting-Quarterback in der Regular-Season und den Playoffs zu gewinnen. Head Coach Gary Kubiak wurde der erste Mensch, der als Head Coach für ein Team den Super Bowl gewann, für das er einst selbst gespielt hatte (1983−91).
Jordan Norwoods 61-Yards-Punt-Return war der längste in der Geschichte des Super Bowls.

## Unterhaltung

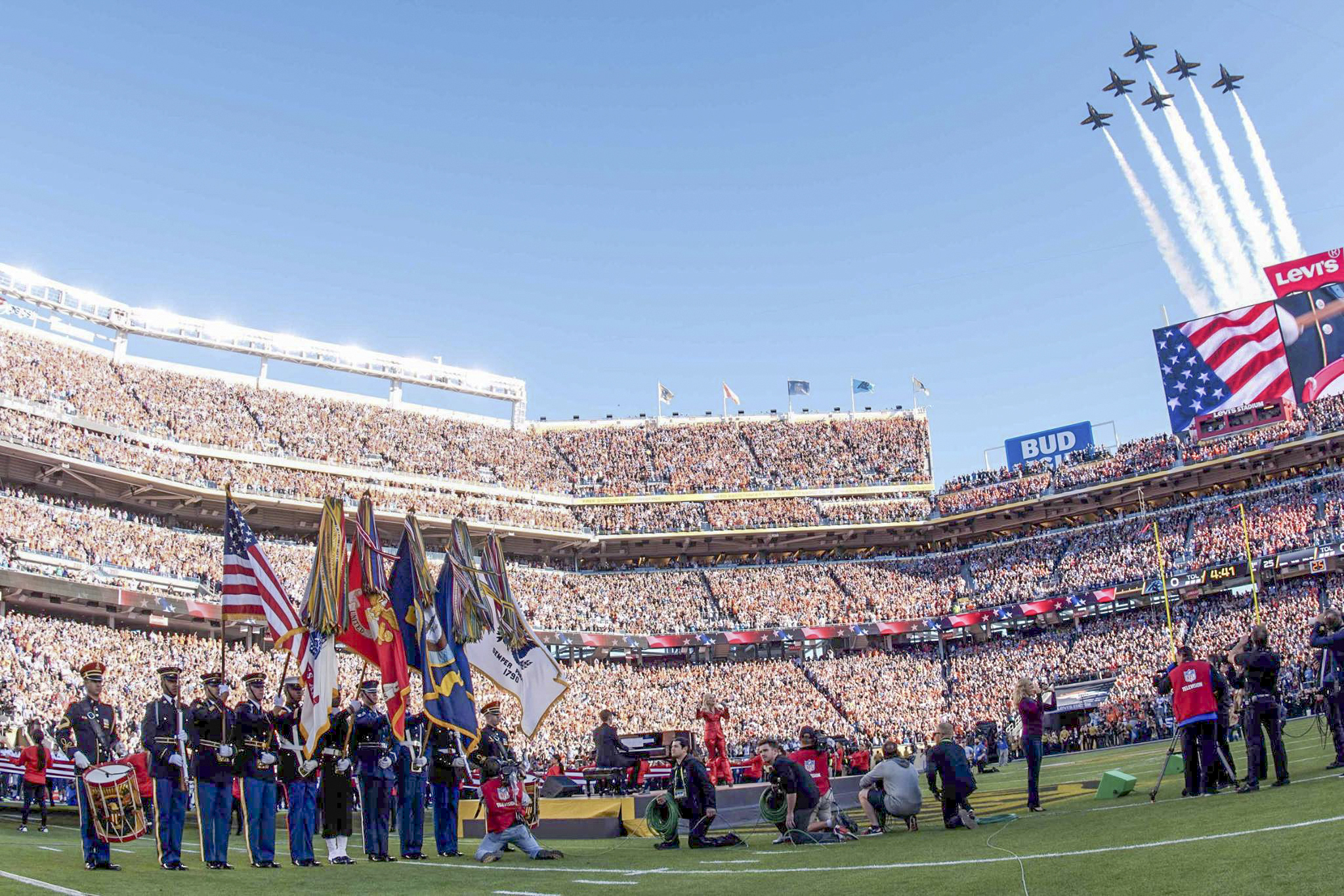
Überflug der Blue Angels vor dem Spiel während einer Flaggenpräsentation

Vor dem Spiel wurde das Lied America the Beautiful von einer US-Militärkapelle gespielt. Danach sang Lady Gaga The Star-Spangled Banner, die Nationalhymne der Vereinigten Staaten. Bei beiden Liedern fungierte die Schauspielerin Marlee Matlin als Gebärdendolmetscherin.
In der Halbzeitshow traten die britische Pop-Rock-Band Coldplay, Beyoncé und Bruno Mars auf.

## TV-Übertragung
In Deutschland wurde der Super Bowl von Sat.1 live im Fernsehen und online im Live-Streaming übertragen. ProSieben Maxx wiederholte das Spiel neun Stunden später. Für Österreich übernahm Puls 4 diesen Auftrag. In den Vereinigten Staaten wurde er von CBS übertragen und in Großbritannien von BBC. Im englischsprachigen Kanada wurde das Spiel von CTV übertragen und im französischsprachigen Teil des Landes von Réseau des sports. In Polen wurde der Super Bowl von Polsat Sport übertragen.